# Ryszard Knosala
Ryszard Antoni Knosala (Opole; 8 de Agosto de 1949 — ) é um político da Polónia. Ele foi eleito para a Sejm em 25 de Setembro de 2005 com 9087 votos em 21 no distrito de Opole, candidato pelas listas do partido Platforma Obywatelska.